# Fessanvilliers-Mattanvilliers
Fessanvilliers-Mattanvilliers település Franciaországban, Eure-et-Loir megyében. Lakosainak száma 172 fő (2022. január 1.). Fessanvilliers-Mattanvilliers Bérou-la-Mulotière, Revercourt, Saint-Lubin-de-Cravant, Brezolles, Les Châtelets, Beauche, Rueil-la-Gadelière és Montigny-sur-Avre községekkel határos.

## Népesség
A település népességének változása:
| Lakosok száma | 105  | 106  | 121  | 159  | 172  | 175  | 176  | 176  | 176  | 172  |
|               | 1968 | 1982 | 1990 | 2006 | 2013 | 2015 | 2017 | 2019 | 2020 | 2022 |